# Cien años de soledad
Cien años de soledad es una novela del escritor colombiano ganador del Premio Nobel de Literatura Gabriel García Márquez. Es opinión general que se trata de una obra maestra de la literatura hispanoamericana y universal, y es una de las obras más traducidas y leídas en español. En marzo de 2007, el IV Congreso Internacional de la Lengua Española celebrado en Cartagena de Indias la consideró una de las obras más importantes en dicha lengua. Figura en la lista de las 100 mejores novelas en español del siglo XX del periódico español El Mundo, en la de los 100 libros del siglo XX del diario francés Le Monde, y en los 100 mejores libros de todos los tiempos del Club de libros de Noruega.
La primera edición de la novela se publicó en Buenos Aires en mayo de 1967 a cargo de la editorial Sudamericana, con una gran acogida por parte de la crítica y del público, y tuvo una edición total inicial de 8000 ejemplares. Hasta la fecha se han vendido más de 30 millones de ejemplares y ha sido traducida a cuarenta y cuatro idiomas.

## Contexto

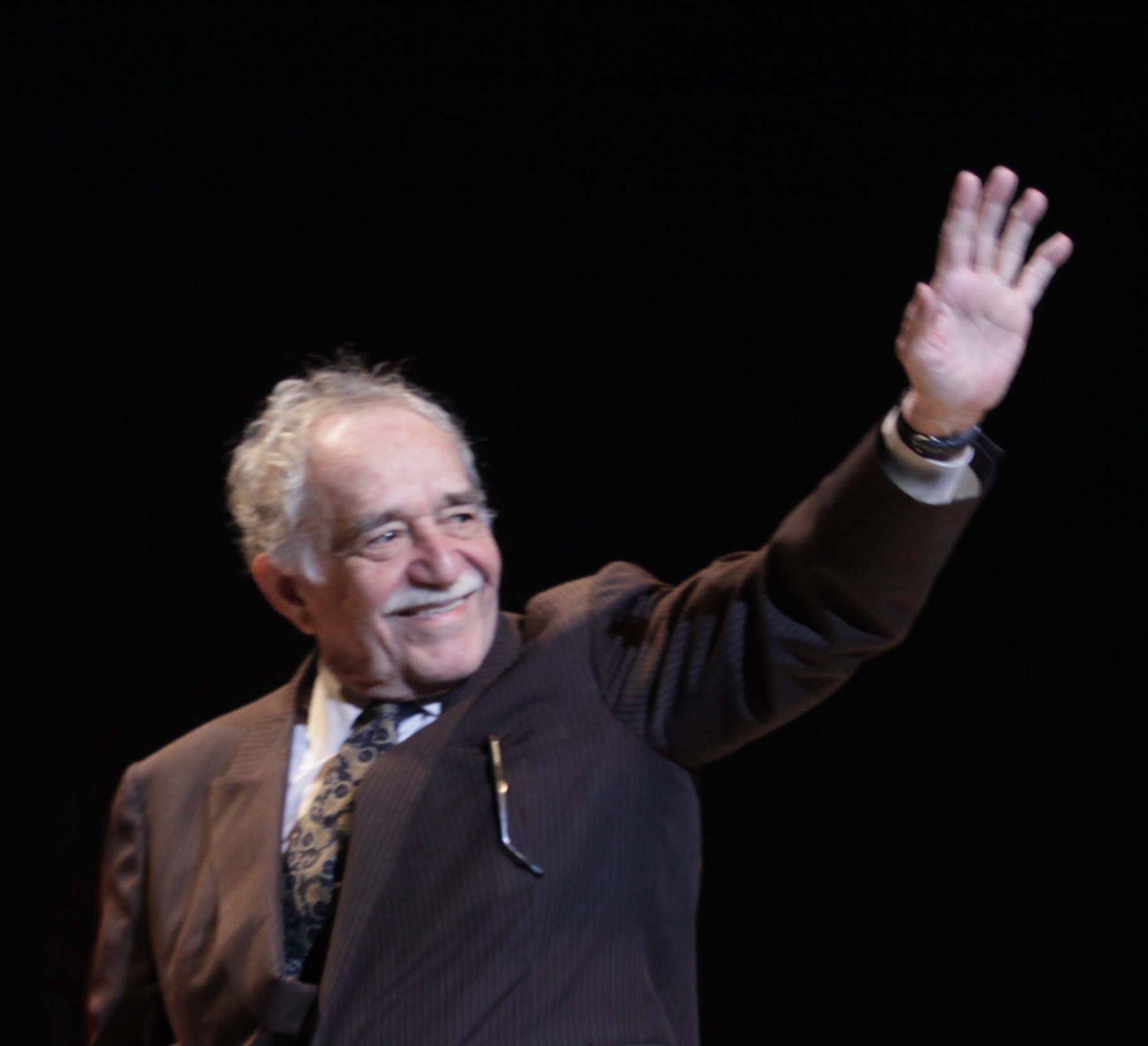
Gabriel García Márquez, el autor.

Gabriel García Márquez la escribió durante dieciocho meses, entre 1965 y 1966 en Ciudad de México, y se publicó por primera vez a mediados de 1967 en Buenos Aires. La idea original surge en 1952 durante un viaje que realiza el autor a su pueblo natal, Aracataca, en compañía de su madre. En su primer libro, La hojarasca, hace referencia por primera vez a Macondo, y varios de los personajes de esta obra aparecen en algunos de sus cuentos y novelas anteriores. Gabriel García Márquez inicialmente le presentó Cien años de Soledad a Carlos Barral, quien a mediados de los años 60 dirigía la que en ese entonces era la editorial de vanguardia en lengua castellana Seix Barral de Barcelona, pero recibió una desalentadora respuesta: «Yo creo que esa novela no va a tener éxito. Yo creo que esa novela no sirve», aunque también se ha dicho que el editor nunca llegó a leerla. Después del rechazo inicial, García Márquez envió el manuscrito a la Editorial Sudamericana de Buenos Aires, donde Francisco Porrúa, su director, decidió publicarla de inmediato: «No se trataba de llegar al final para saber si la novela se podía publicar. La publicación ya estaba decidida con la primera línea, con el primer párrafo. Simplemente comprendí lo que cualquier editor sensato hubiera comprendido en mi lugar: que se trataba de una obra excepcional».
En un comienzo, pensó en titular su novela La casa, pero se decidió por Cien años de soledad para evitar confusiones con la novela La casa grande, publicada en 1954 por su amigo, el escritor Álvaro Cepeda Samudio. La primera edición de Cien años de soledad fue publicada el 5 de junio de 1967 por la editorial Sudamericana de Buenos Aires, donde fueron enviados los originales por correo, divididos en dos partes pues, debido a las dificultades económicas, el escritor no pudo pagar el primer envío completo. Sin embargo, respecto a lo antes dicho y contradiciendo la anécdota fomentada por el propio García Márquez, el editor argentino que recibió la novela, Paco Porrúa, le aseguró a Xavi Ayén, periodista e investigador catalán, que recibió la novela entera en un solo paquete.
La novela fue dedicada por su autor a Jomi García Ascot y esposa, María Luisa Elío. Ambos eran escritores, amigos de García Márquez, inmigrantes en México (como el propio autor) y le brindaron un importante apoyo durante la difícil época que vivió mientras escribía el libro.

## Composición
El libro se compone de 20 capítulos no titulados, en los cuales se narra una historia con una estructura no lineal, puesto que los acontecimientos del pueblo y de la familia Buendía, así como los nombres de los personajes, se repiten una y otra vez, fusionando la fantasía con la realidad. En los tres primeros capítulos se narra el éxodo de un grupo de familias y el establecimiento del pueblo de Macondo, desde el capítulo 4 hasta el 16 se trata el desarrollo económico, político y social del pueblo y los últimos cuatro capítulos narran su decadencia.
Una de las ediciones más relevantes es la edición del libro en 2007, publicada conjuntamente por la Real Academia Española y la Asociación de Academias de la Lengua Española para rendir un homenaje a su autor, con motivo de sus ochenta años de edad y de cumplirse cuarenta de la publicación del libro. En ocasión de esa edición de 2007, Nicolás Pernett estimó que ya existían para entonces más de cien ediciones y 50 millones de ejemplares vendidos.

## Resumen
El libro narra la historia de la familia Buendía a lo largo de siete generaciones en el pueblo ficticio de Macondo.
José Arcadio Buendía y Úrsula Iguarán son un matrimonio de primos que se casaron llenos de presagios y temores por su parentesco y el mito existente en la región de que su descendencia podía tener cola de cerdo. En una pelea de gallos en la que resultó muerto el animal de Prudencio Aguilar, este, enardecido por la derrota, le gritó a José Arcadio Buendía, dueño del vencedor: «A ver si ese gallo le hace el favor a tu mujer», ya que la gente del pueblo sospechaba que José Arcadio y Úrsula no habían tenido relaciones en un año de matrimonio (por el miedo de Úrsula de que la descendencia naciera con cola de cerdo). José Arcadio Buendía reta en duelo a Prudencio y lo mata al atravesarle la garganta con una lanza. A partir de ese momento, el fantasma de Prudencio lo atormenta apareciéndose repetidas veces en su casa tratando de cerrar la herida mortal con un tapón de esparto. A causa del acoso del fantasma de Aguilar, José Arcadio Buendía y Úrsula Iguarán deciden irse a la sierra. En medio del camino, José Arcadio Buendía tiene un sueño en que se le aparecen construcciones con paredes de espejo y, preguntando su nombre, le responden "Macondo". Así, despierto del sueño, decide detener la caravana, hacer un claro en la selva y habitar ahí.
El pueblo es fundado por diversas familias dirigidas por José Arcadio Buendía y Úrsula Iguarán, quienes tuvieron tres hijos: José Arcadio, Aureliano y Amaranta (nombres que se repetirán en las siguientes generaciones). Buendía se interesa en las novedades que traen los gitanos al pueblo (teniendo una amistad especial con Melquíades, quien muere en variadas ocasiones y que sería fundamental para el destino de la familia), y termina su vida atado al castaño hasta donde llega el fantasma de su antiguo enemigo Prudencio Aguilar. Úrsula es la matriarca de la familia, quien vive más de cien años cuidando de la familia.
El pueblo poco a poco va creciendo y se establecen allí habitantes del otro lado de la ciénaga. Con ellos se incrementa la actividad comercial y la construcción en Macondo. Inexplicablemente llega Rebeca, a quienes los Buendía adoptan como hija. Por desgracia, llegan también con ella la peste del insomnio y la peste del olvido causada por el insomnio. La pérdida de la memoria obliga a sus habitantes a crear un método para recordar las cosas y José Arcadio Buendía empieza a etiquetar todos los objetos para recordar sus nombres; no obstante, este método empieza a fallar cuando las personas también olvidan leer. Un día, regresa Melquíades de la muerte con una bebida que restablece la memoria, y en agradecimiento es invitado a quedarse a vivir en la casa. En esos momentos escribe unos pergaminos que solo podrían ser descifrados cien años después.
Cuando estalla la guerra civil, la población toma parte activa en el conflicto al enviar un ejército de resistencia dirigido por el coronel Aureliano Buendía a luchar contra el régimen conservador. En el pueblo, mientras tanto, Arcadio (nieto del fundador e hijo de Pilar Ternera y José Arcadio) es designado por su tío jefe civil y militar, y se transforma en un brutal dictador que es fusilado cuando el conservadurismo retoma el poder.
La guerra continúa y el coronel Aureliano se salva de morir en varias oportunidades, hasta que, fatigado de luchar sin sentido, arregla un tratado de paz que durará hasta el final de la novela. Después de que el tratado se firma, Aureliano se dispara en el pecho, pero sobrevive. Posteriormente, el coronel regresa a la casa, se aleja de la política y se dedica a fabricar pescaditos de oro encerrado en su taller, al terminar cierta cantidad, volvía a fundir los pescaditos en oro, volviendo a empezar desde cero en un ciclo interminable.
Aureliano Triste, uno de los diecisiete hijos del coronel Aureliano Buendía, instala una fábrica de hielo en Macondo, deja a su hermano Aureliano Centeno al frente del negocio y se marcha del pueblo con la idea de traer el tren. Regresa al cabo de poco tiempo, cumpliendo con su misión, la cual genera un gran desarrollo, ya que con el tren, llegan también el telégrafo, el gramófono y el cine. Entonces el pueblo se convierte en un centro de actividad en la región, atrayendo a miles de personas de diversos lugares. Algunos extranjeros recién llegados empiezan una plantación de banano cerca de Macondo. El pueblo prospera hasta el surgimiento de una huelga en la plantación bananera; para acabar con ella, se hace presente el ejército nacional y los trabajadores que protestan son asesinados y arrojados al mar.
Después de la Masacre de las bananeras, el pueblo es asediado por las lluvias que se prolongan por cuatro años, once meses y dos días. Úrsula dice que espera el final de las lluvias para finalmente morir. Nace Aureliano Babilonia, el último miembro de la línea Buendía (inicialmente referido como Aureliano Buendía, hasta que más adelante descubre por los pergaminos de Melquíades que su apellido paterno es Babilonia). Cuando las lluvias terminan, Úrsula muere y Macondo queda desolado.
La familia se ve reducida y en Macondo ya no se acuerdan de los Buendía; Aureliano se dedica a descifrar los pergaminos de Melquíades en el laboratorio, hasta que regresa de Bruselas su tía Amaranta Úrsula, con quien tiene un romance. De este, Amaranta Úrsula queda embarazada y tiene un niño que al nacer se descubre con cola de cerdo; ella muere desangrada después del parto. Aureliano Babilonia, desesperado, sale al pueblo llamando de puerta en puerta, pero Macondo ahora es un pueblo abandonado y solo encuentra a un cantinero que le ofrece aguardiente, quedándose dormido. Al despertar se acuerda del niño recién nacido y corre a buscarlo, pero a su llegada encuentra que se lo están comiendo las hormigas.
Aureliano recuerda que esto estaba predicho en los pergaminos de Melquíades. Con vientos huracanados asediando Macondo y el lugar en el que estaba presente, termina de descifrar la historia de los Buendía que ya estaba allí escrita con anticipación, encontrando que al terminar de leerlos, finalizaría su propia historia y con él, la historia de Macondo, el cual sería arrasado por el viento y borrado de cualquier memoria humana... «porque las estirpes condenadas a cien años de soledad no tenían una segunda oportunidad sobre la tierra».

## Temas centrales

### La soledad
Durante la novela, todos sus personajes parece que están predestinados a padecer de la soledad, como una característica innata de la familia Buendía. El pueblo mismo vive aislado de la modernidad, siempre a la espera de la llegada de los gitanos para traer los nuevos inventos; y el olvido, frecuente en los acontecimientos trágicos recurrentes en la historia de la cultura que presenta la obra.
Principalmente se hace evidente la soledad en el coronel Aureliano Buendía, ya que su inhabilidad para expresar el amor hace que se marche a la guerra dejando hijos por diversos lugares de madres diferentes; en alguna ocasión solicitó trazar un círculo de tres metros a su alrededor para evitar que se le acercaran y después de firmar la paz, se dispara en el pecho para no tener que afrontar su futuro, con tan mala fortuna que no logra su propósito y pasa su vejez en el laboratorio de alquimia elaborando pescaditos de oro que deshace y rehace en un pacto honrado con la soledad. Otros personajes como el fundador de Macondo, José Arcadio Buendía (quien muere solo, atado a un árbol), Úrsula (quien vive la soledad en la ceguera de su vejez), José Arcadio (hijo del fundador) y Rebeca (quienes se marchan a habitar solos en otra casa por haber "deshonrado" a la familia), Amaranta (quien permanece y muere soltera y virgen), Gerineldo Márquez (quien espera una pensión que nunca llega y el amor de Amaranta), Pietro Crespi (quien se suicida ante el rechazo de Amaranta), José Arcadio Segundo (quien desde que vio un fusilamiento nunca tuvo relación con nadie y pasó sus últimos años encerrado en el cuarto de Melquíades), Fernanda del Carpio (quien fue criada para ser reina y la primera vez que sale de su casa es a los 12 años de edad), Remedios 'Meme' Buendía (la cual fue enviada a un convento, en contra de su voluntad, pero completamente resignada luego de la desgracia que sufrió Mauricio Babilonia y se condena al eterno silencio), y Aureliano Babilonia (quien pasa encerrado en el cuarto de Melquíades; e incluso hubo un momento en que habitó completamente solo en la casa de los Buendía, después del asesinato del último José Arcadio y antes de la llegada de Amaranta Úrsula) entre otros, sufren las consecuencias de su soledad y abandono.
La razón primordial por la cual sus personajes terminan solos es su incapacidad de amar o sus prejuicios, lo cual se rompe con la relación de Aureliano Babilonia y Amaranta Úrsula, que provocan un final lúgubre en la historia en el cual el único hijo procreado con amor es devorado por las hormigas. La estirpe estaba condenada a cien años de soledad, por lo cual no podían amar. Hay un caso excepcional que es el de Aureliano Segundo con Petra Cotes, quienes se aman, pero nunca tienen un hijo. La única opción que tenía un miembro de la familia de tener un hijo con amor era tenerlo con otro miembro de la familia, que fue lo que aconteció con Aureliano Babilonia y su tía Amaranta Úrsula, y además este único ser engendrado con amor estaba destinado a morir y con ello acabar con la estirpe.

### El realismo mágico
Alejo Carpentier, en su prólogo a El reino de este mundo (1949), hace una diferencia entre el realismo europeo o decimonónico y lo distingue de lo que él llama "lo real maravilloso" que habla de la realidad hispanoamericana, en contraste con la categoría llamada realismo mágico que según Barcia es una particular forma de percepción y expresión estética de la realidad hispanoamericana, esta última siendo una categoría estético-literaria. Para el mismo García Márquez, Cien años de soledad es la mejor expresión del realismo mágico pues se reconocen los rasgos distintivos, por ejemplo: una aclimatación de lo insólito, percibido como inserto en la realidad. Esta presencia no es percibida como anormal o alteradora del orden; en cambio, es vista como asombrosa y atractiva, y no como atemorizante, como ocurre con lo fantástico.

### El incesto

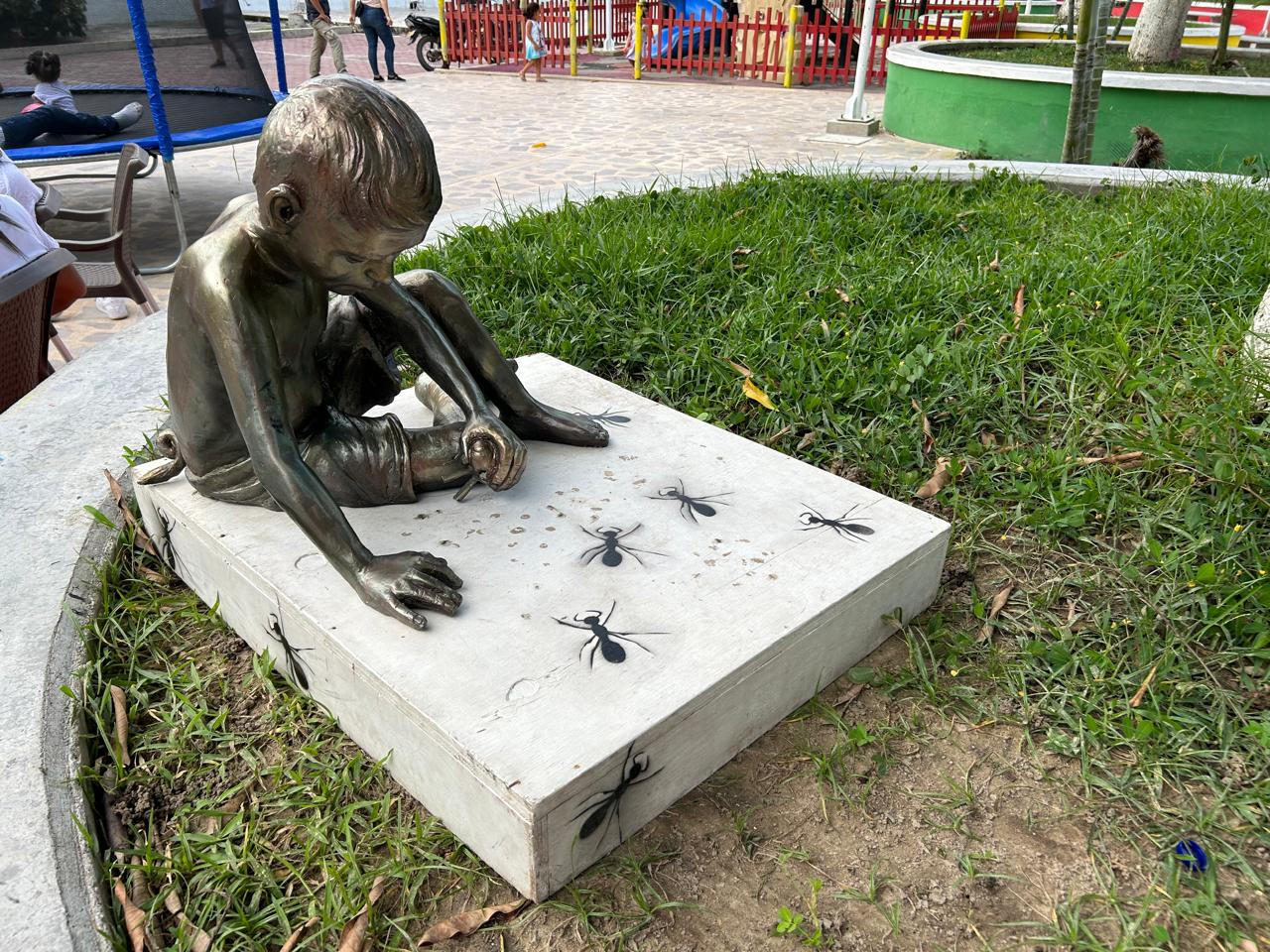
Niño con cola de cerdo y hormigas, consecuencia del incesto. Conjunto escultórico en la plaza de Aracataca.

Las relaciones entre parientes se enmarcan dentro del nacimiento de un hijo con cola de cerdo; a pesar de ello, se presentan entre diversos miembros de la familia y generaciones a lo largo del relato.
La historia comienza con la relación entre dos primos hermanos, José Arcadio Buendía y Úrsula Iguarán, quienes crecen juntos en una antigua ranchería, y tienen la referencia de unos tíos suyos que tuvieron a un hijo con cola de cerdo.
Posteriormente, José Arcadio (hijo del fundador, a quien en la novela se diferencia del padre nombrándolo siempre sin apellido) se casa con Rebeca, hija adoptiva de José Arcadio Buendía y Úrsula, en una inexistente relación de hermanos. Cuando José Arcadio regresa inesperadamente a la casa, Rebeca se enamora instantáneamente y se terminan casando, relación no aprobada por la familia, especialmente por Úrsula.
Aureliano José se enamora de su tía Amaranta en una relación frustrada, llegando a proponerle matrimonio, pero es rechazado. 
Finalmente se presenta la relación entre Amaranta Úrsula y su sobrino Aureliano (hijo de su hermana Meme y Mauricio Babilonia), quienes desconocen su parentesco debido a que Fernanda del Carpio, abuela de Aureliano y madre de Amaranta Úrsula, ocultó la verdad de su origen, afirmando que había sido encontrado en una canastilla que flotaba en el río.

## Personajes

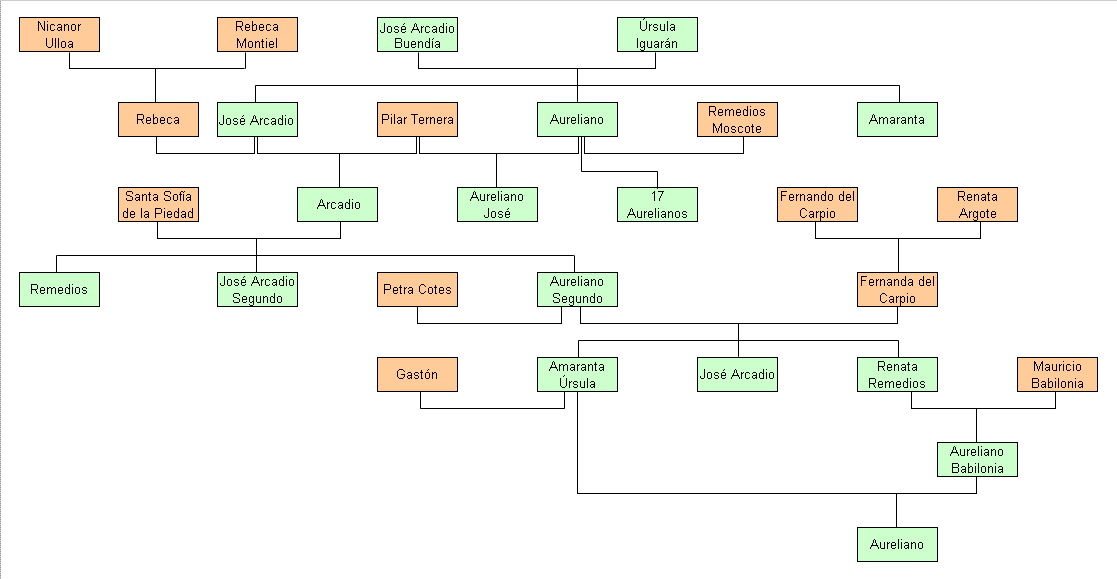
Árbol genealógico de la familia Buendía.
Primera generación: José Arcadio Buendía, Úrsula Iguarán.
Segunda generación: José Arcadio Buendía, coronel Aureliano Buendía, Amaranta, Rebeca.
Tercera generación: Arcadio, Aureliano José, 17 "Aurelianos".
Cuarta generación: Remedios, la bella, José Arcadio Segundo, Aureliano Segundo.
Quinta generación: Renata Remedios (Meme), José Arcadio, Amaranta Úrsula.
Sexta generación: Aureliano Babilonia.
Séptima generación: Aureliano/Rodrigo.

#### Coronel Aureliano Buendía

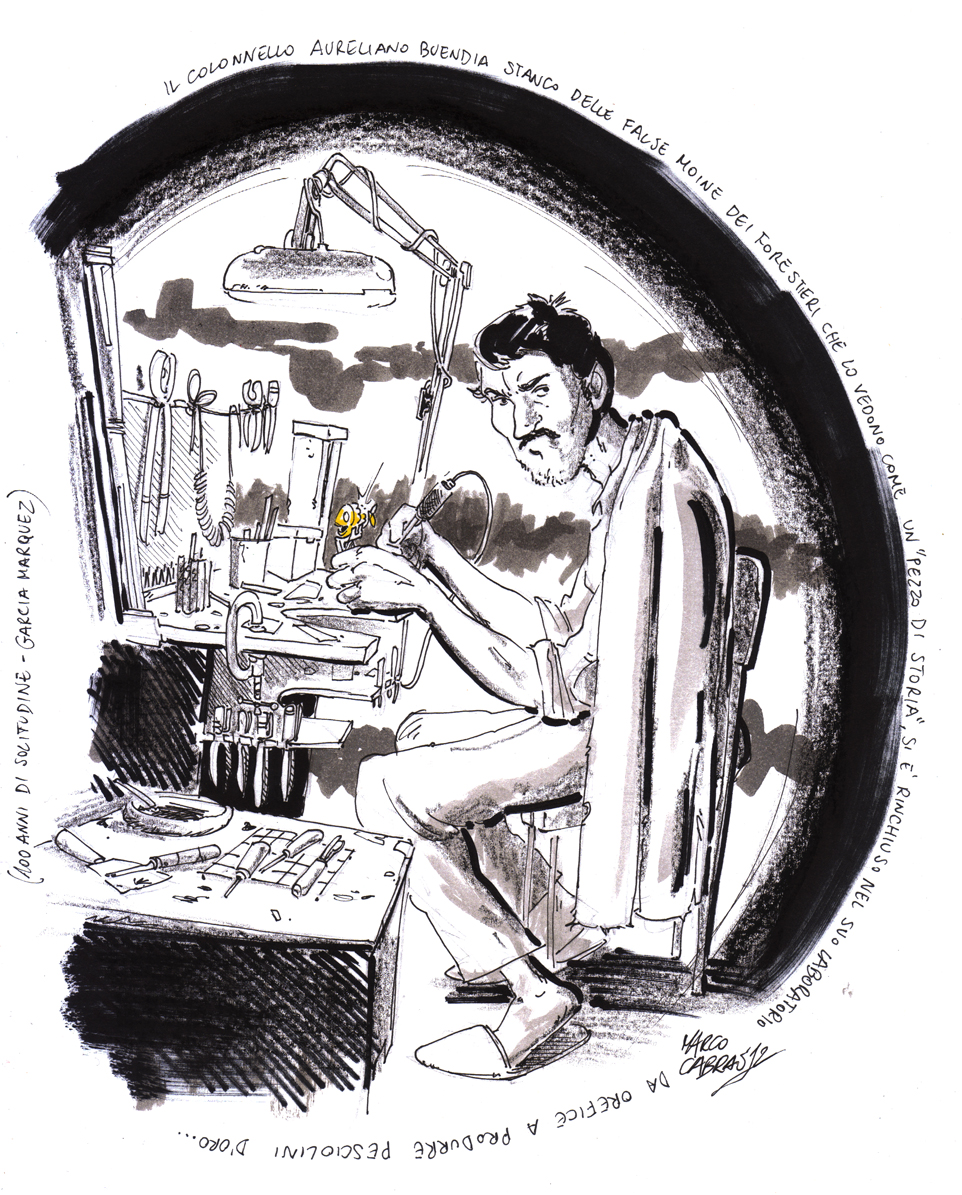
Ilustración del coronel Aureliano Buendía en su taller.

#### Remedios la bella

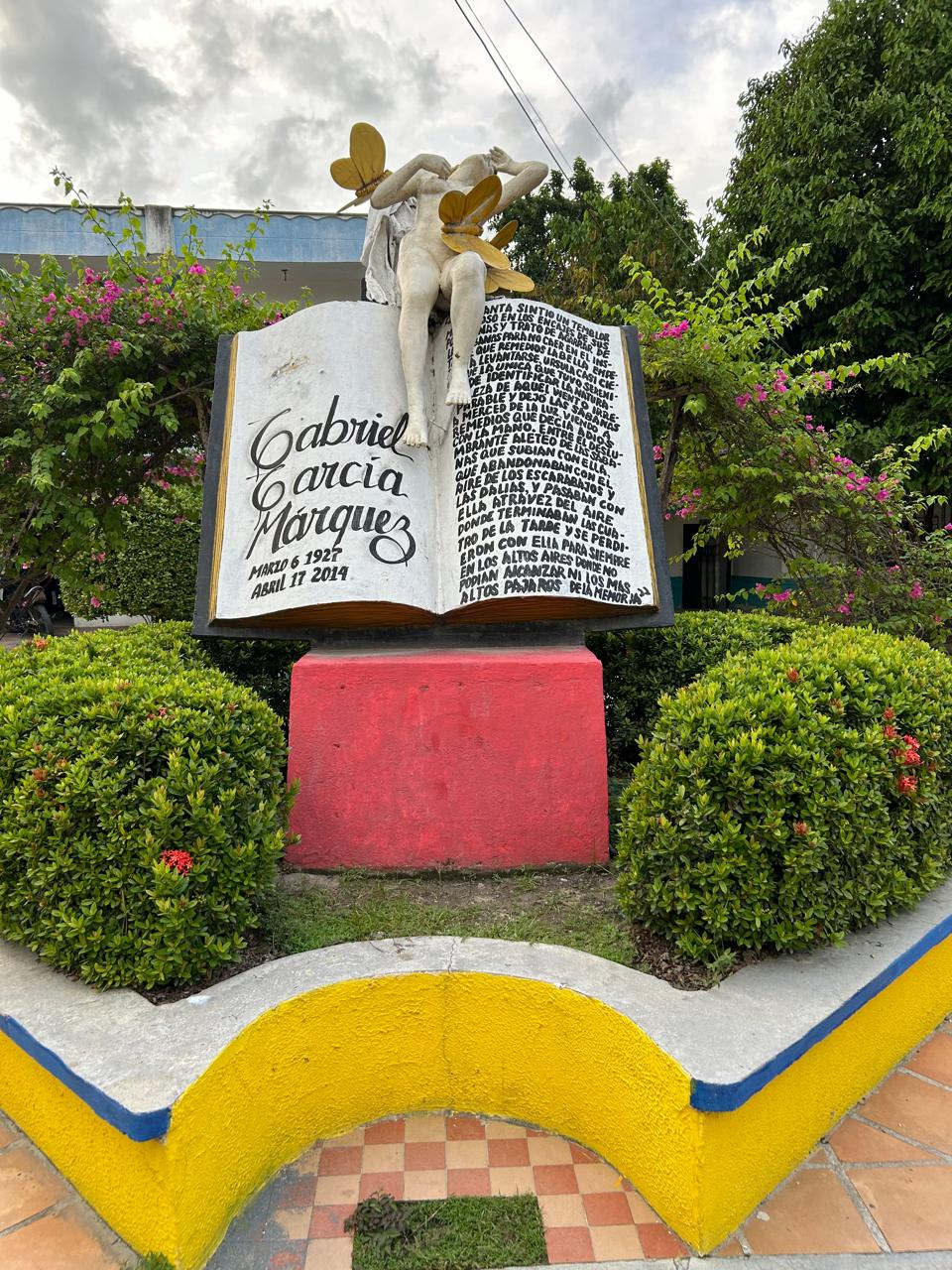
Monumento a Remedios, la bella, en Aracataca